# Mahmoud El-Gohary
Mahmoud El-Gohary (arabul: محمود الجوهري; Kairó, 1938. február 20. – Ammán, Jordánia, 2012. szeptember 3.) egyiptomi labdarúgócsatár, edző.